# Bisdom Antipolo
Het bisdom Antipolo (Latijn: Dioecesis Antipolensis) is een rooms-katholiek bisdom met als zetel Antipolo, op de Filipijnen. Het bisdom is suffragaan aan het aartsbisdom Manilla. 

## Geschiedenis
Het bisdom werd opgericht op 24 januari 1983, uit delen van het aartsbisdom Manilla. 

## Parochies
Het bisdom had in 2022 een oppervlakte van 1.828 km2 en telde 3.728.586 inwoners waarvan 81,2% rooms-katholiek was.

## Bisschoppen
- Protacio Guevarra Gungon (24 januari 1983 - 18 oktober 2001)
- Crisostomo Ayson Yalung (18 oktober 2001 - 7 december 2002)
- Gabriel Villaruz Reyes (7 december 2002 - 9 september 2016)
- Francisco Mendoza de Leon (9 september 2016 - 24 mei 2023; coadjutor sinds 21 november 2015, hulpbisschop sinds 27 juni 2007)
  - Nolly Camingue Buco (hulpbisschop: 10 juli 2018 - 18 oktober 2024)
- Ruperto Cruz Santos (24 mei 2023 - heden)

## Galerij van afbeeldingen

Wapen van het bisdom
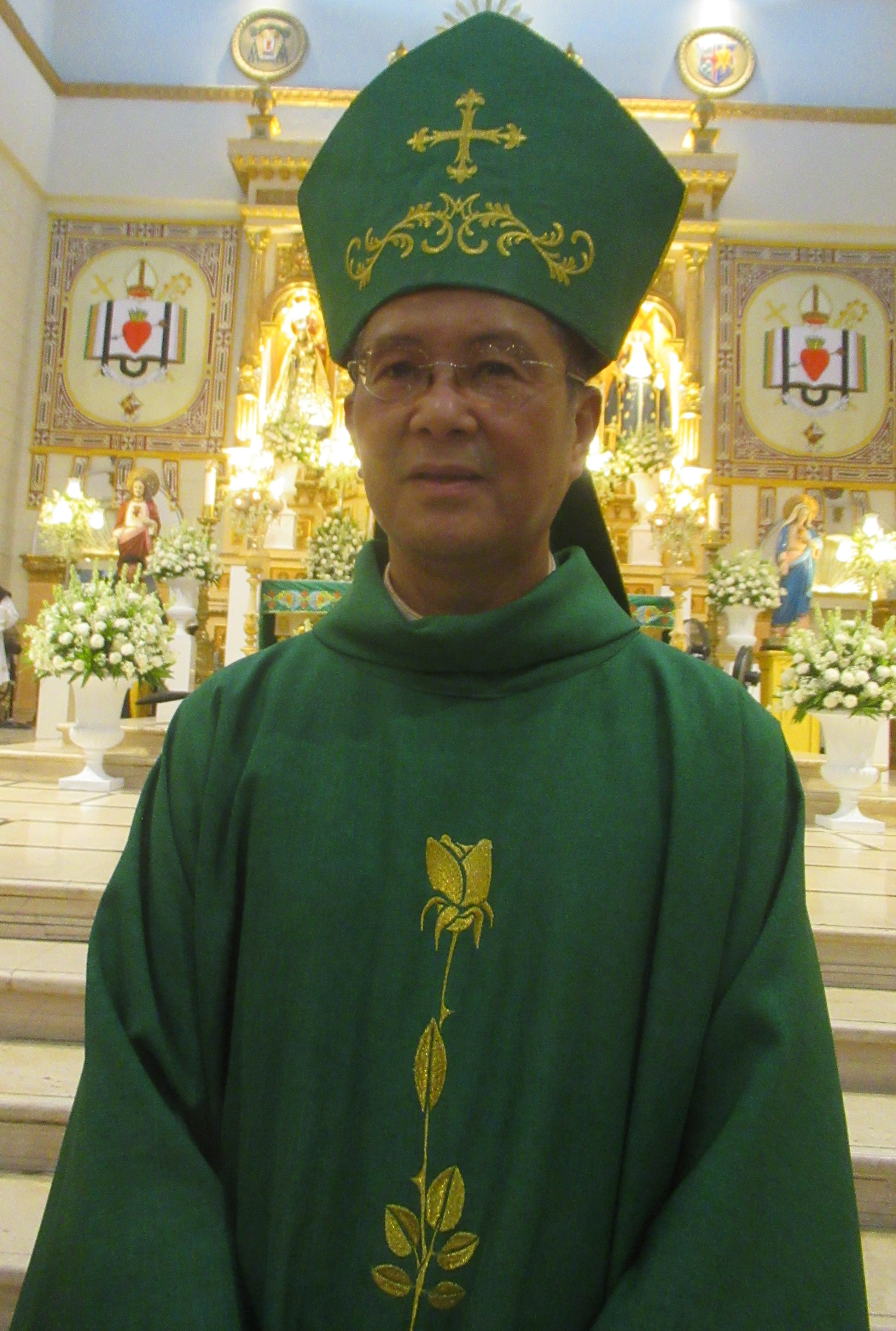
Bisschop Ruperto Cruz Santos (2023-heden)
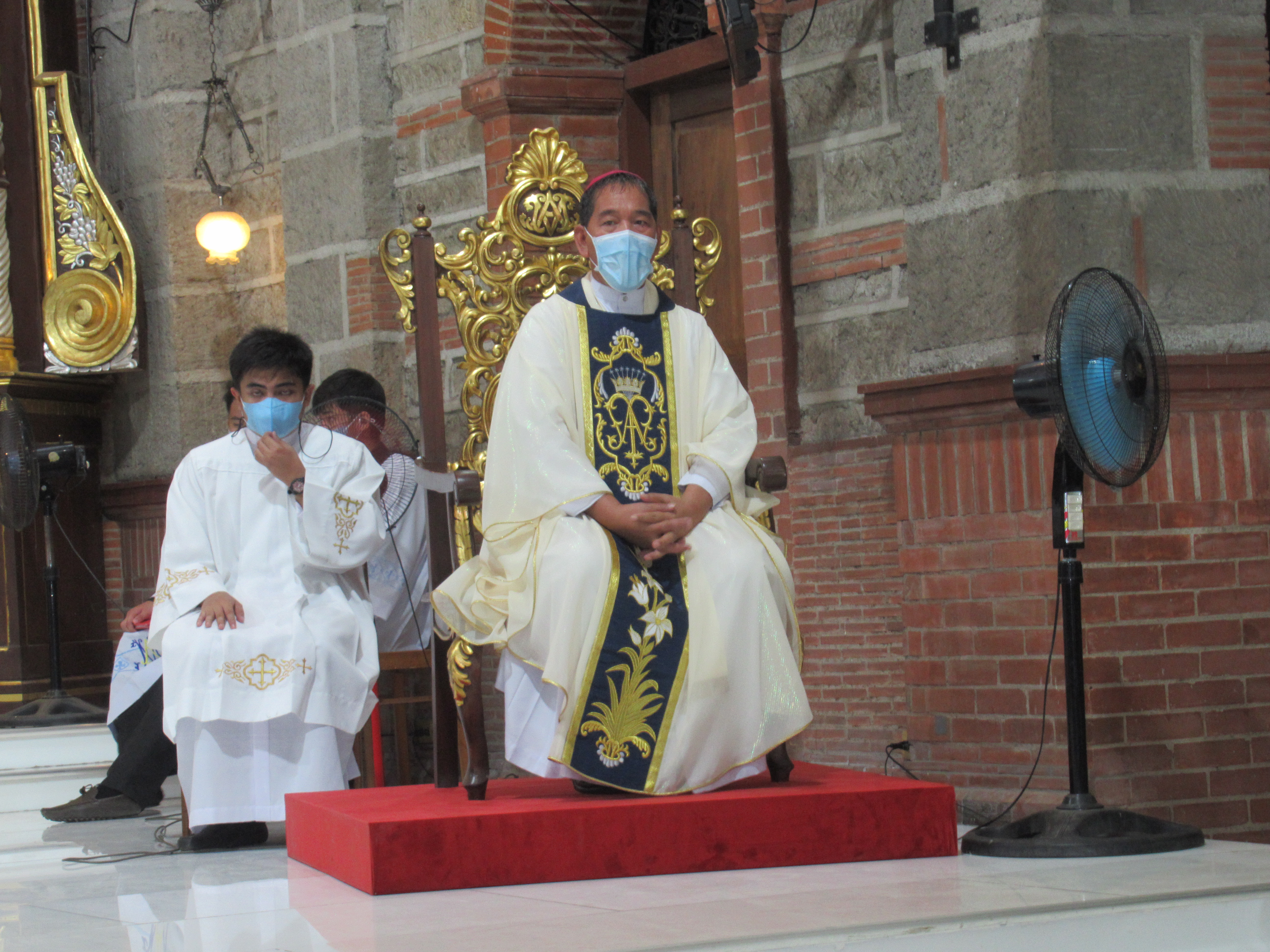
Hulpbisschop Nolly Camingue Buco (2018-2024)

Manilla (aartsbisdom) · Antipolo · Cubao · Imus · Kalookan · Malolos · Novaliches · Parañaque · Pasig · San Pablo